# Putredeni, Bacău
Putredeni este un sat în comuna Glăvănești din județul Bacău, Moldova, România.